# Variabel knotsje
Het variabel knotsje (Typhula variabilis) is een schimmel behorend tot de familie Typhulaceae. Het is een plantenpathogeen die wortelen infecteert.

## Verspreiding
Het variabel knotsje komt voor in Europa, Azië en Noord-Amerika.
In Nederland komt het uiterst zeldzaam voor.